# FRIENDLY
「FRIENDLY」（フレンドリー）は、浅井健一による5枚目のソロ・シングル。

## 内容
前作「Dark Cherry」から約2年2か月ぶりに発表。ギタリストの深沼元昭を迎えて録音された。C/W「SPRING SNOW」は東宝配給映画『クローズZERO II』劇中歌。初回生産限定盤は特製ベンジーフィギュア付。通常盤はボーナス・トラック1曲追加。

## 批評
『CDジャーナル』は表題曲を「穏やかな表情を見せる曲が魅力的」と、カップリング3曲を「リスナーの期待を裏切らない彼らしいロックだが、大人の余裕を感じさせる」と評した。

## 収録曲
全曲　作詞・作曲・編曲：浅井健一
1. FRIENDLY
2. Bad Strawberries
3. SPRING SNOW
4. Sensational Attack（通常盤のみ）